# Font al baluard de Santa Anna
Font al baluard de Santa Anna és una obra de Montblanc (Conca de Barberà) inclosa a l'Inventari del Patrimoni Arquitectònic de Catalunya.

## Descripció
Font encara en ús, de línies ondulades i gran interès per la decoració. El cos té forma de càntir i està encapçalat per un escut. Darrere hi ha un frontó circular que es recolza sobre una petita estructura tancada i decorada amb volutes.
La conservació de la font és bona, la caseta s'hauria de restaurar.